# La Chapelle-du-Bois-des-Faulx
La Chapelle-du-Bois-des-Faulx là một xã thuộc tỉnh Eure trong vùng Normandie miền bắc nước Pháp.